# Birchbach (Lonza)
Der Birchbach ist ein sehr steiler Wildbach im Schweizer Kanton Wallis und ein linker Zufluss der Lonza im Lötschental. Er entsteht als Schmelzwasserbach des Birchgletschers. Entlang seiner Abflussrinne ereignete sich 2025 ein riesiger Bergsturz.
Der Wildbach ist nicht zu verwechseln mit dem Birchbach bei Randa.

## Geografie
Der 2,8 Kilometer lange Birchbach entwässert einen schmalen, rund fünf Quadratkilometer grossen Bereich des steilen Berghangs nordwestlich des Bietschhorns und weist ein sehr hohes Sohlgefälle von 38 % auf. Sein Einzugsgebiet stösst im Osten an jenes des Baltschiederbachs, im Nordosten an jenes des Stampbachs und kleinerer Zuflüsse zur Lonza, im Südwesten an das Tal des Nästbachs sowie im Norden an das Gebiet der Gisentella.
Das Einzugsgebiet ist im oberen Bereich, nördlich des Vorgipfels Kleines Nesthorn und in der Höhenstufe von 3700 bis 2500 Meter, vergletschert. Der Birchgletscher endete bis zum Bergsturz vom 28. Mai 2025 am Rand der Karmulde, die er über Jahrtausende geschaffen hatte. Von der Gletscherzunge etwa auf 2560 m ü. M. flossen zwei Schmelzwasserbäche, aus denen der Birchbach entsteht, über die steile Felsstufe in nordwestlicher Richtung in das Tal hinunter.
Durch das Tobel des Birchbachs erreichten in der Vergangenheit immer wieder Eis- und Schneelawinen den Talboden bei Blatten, wo ein um 1990 gebauter Schutzdamm die Ortschaft vor den Sturzmassen schützen sollte.
Seit dem Abbruch eines grossen Teils des Birchgletschers beim Bergsturzereignis vom 28. Mai 2025 ist die Topographie im Quellbereich des Birchbachs verändert. Nachdem das Gletschereis grösstenteils aus der Karmulde hinausgerutscht ist, liegt diese, wie jüngere Videoaufnahmen zeigen, teilweise offen da, wird aber durch den andauernden Steinschlag vom Kleinen Nesthorn aufgefüllt. Das Schmelzwasser vom oberen, noch vorhandenen Teil des Birchgletschers fliesst durch die Reste des unteren Gletscherabschnitts und durch den Schutt zum Bachbett hinunter, so dass die Lage der neuen Quelle des Birchbachs nicht genau bezeichnet werden kann. Wegen der Ablagerung von Bergschutt kann sich am Birchgletscher wohl kein Karsee bilden, wie sie an andern Stellen (zum Beispiel beim Rundsee, Obergesteln) in eisfreien Karmulden entstanden sind.

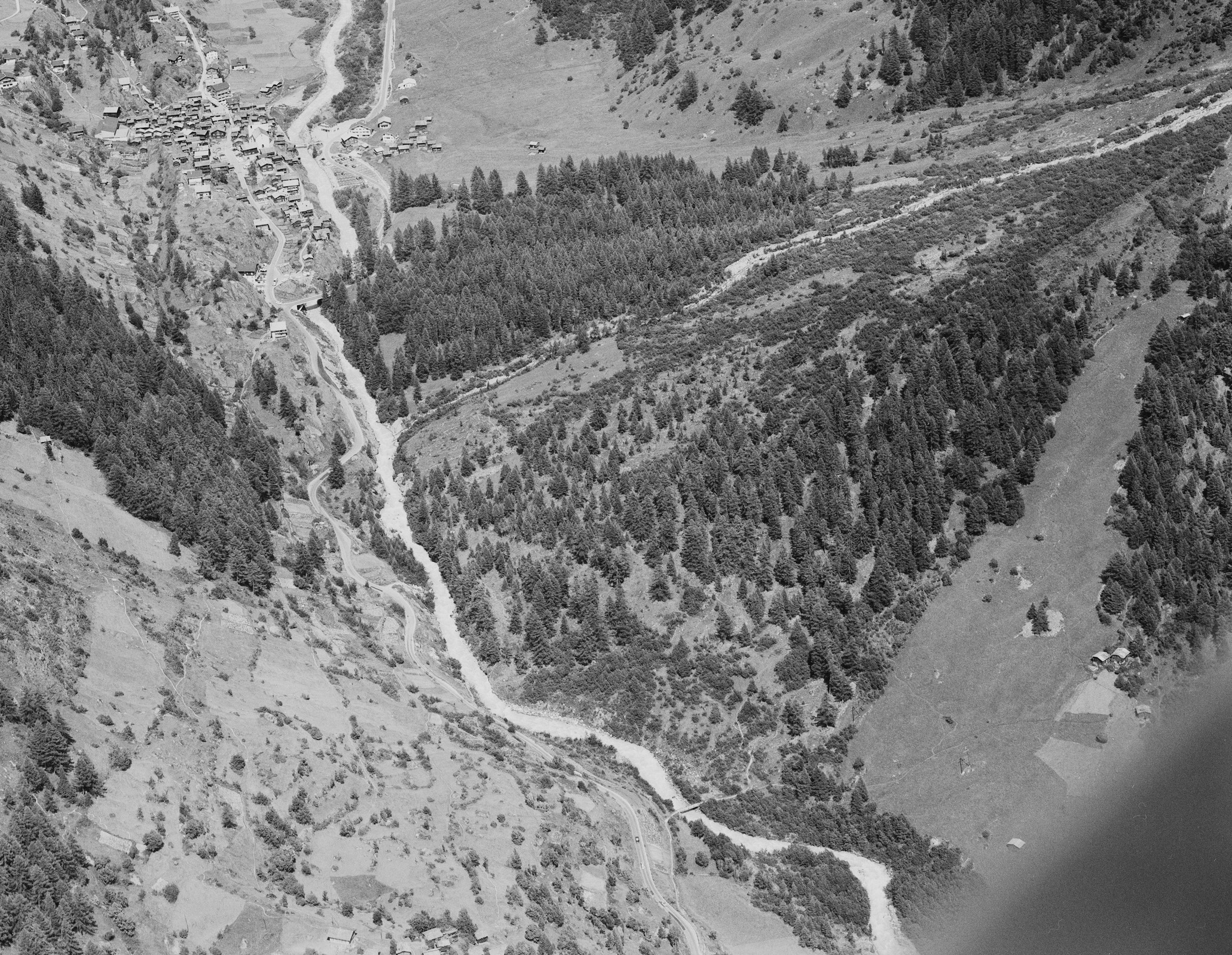
Bachschuttkegel des Birchbachs
(Comet Photo, um 1969)

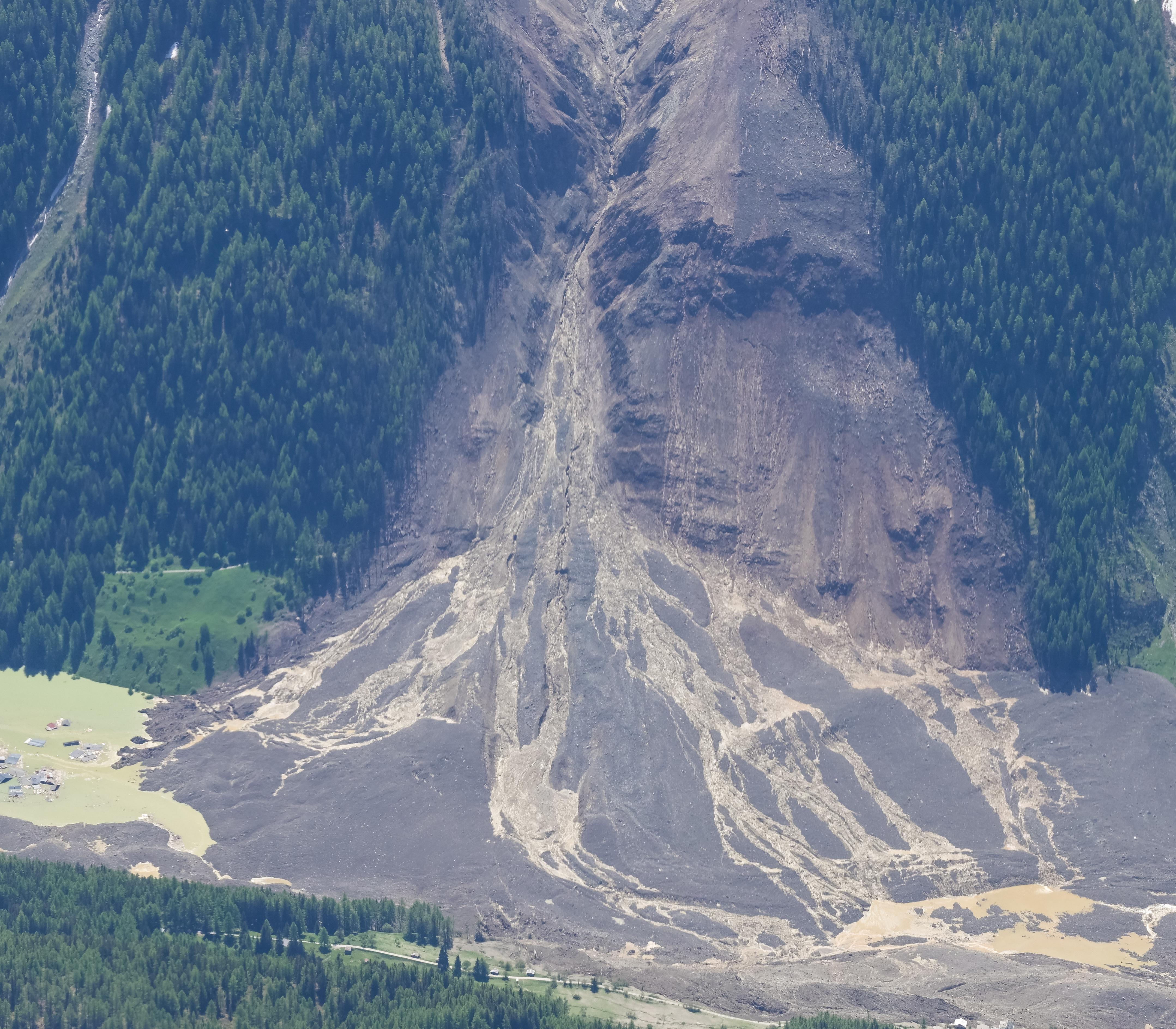
Bachschuttkegel des Birchbachs
(swisstopo, 30. Mai 2025)

Etwa einen Kilometer unterhalb des ehemaligen Eisrandes erreicht der Wildbach auf 2100 m ü. M. die Waldgrenze. Links vom Bachlauf liegt der Nästwald, rechts davon der Bellwadwald. Der Birchbach durchquert eine etwa 600 Meter lange, steile Schlucht, die den Namen «Birchchinn» hat und für Schluchtwanderungen bekannt ist. Auf 1660 m ü. M. tritt er aus dem Berghang in das Lonzatal hinaus, wo er seit dem Eiszeitalter bei vielen Murgangereignissen einen grossen Bachschuttfächer aufgeschüttet hat. An dieser Stelle überquerte ein Fussweg auf einer Brücke das Bachbett, der auch als Normalroute für den Aufstieg von Blatten zur Bietschhornhütte diente.
Die mächtigen Ablagerungen des Birchbachs drängten die Lonza schon vor langer Zeit ganz an den rechten Talrand. Über den weiten Abhang des teilweise bewaldeten Bachschuttfächers floss der Bach 700 Meter weit zur Lonza hinunter, in die er oberhalb des ehemaligen (am 28. Mai 2025 zerstörten) Weilers Ried mündete. Bereiche des Schuttkegels trugen Lokalnamen wie «Birchgufer» und «Birchmatte».
Die im Tal am 28. Mai 2025 abgelagerte Bergsturzmasse vergrösserte das Volumen des Bachschuttkegels erneut. Der Birchbach strömt seither in neuen Gerinnen über das Schuttfeld und mündet nun vorläufig mit mehreren Bächen in das neue Bachbett der Lonza und teilweise auch in den See, der sich östlich vom Bergsturzgebiet bei Blatten bildete.